# John Celona
John Anthony Celona (* 30. Oktober 1947 in San Francisco, Kalifornien) ist ein US-amerikanischer Komponist, Pianist, Saxophonist, Dirigent und Filmemacher.

## Leben und Wirken
Celona, der bereits als 15-Jähriger in Jazzclubs auftrat, studierte an der San Francisco State University, der University of California, San Diego, der University of Pittsburgh und der Indiana University. Seine Lehrer waren Henry Onderdonk, Iannis Xenakis und Kenneth Gaburo. Während des Studiums spielte er als Tenorsaxophonist mit eigenem Quartett Jazz in Clubs von San Francisco wie dem Jazz Workshop oder dem Blackhawk. 1971 erhielt er den Ersten Preis bei den BMI Awards für junge Komponisten. Er begann am Centre for Music Experiment der University of San Diego zu arbeiten und komponierte ab 1972 computergenerierte Musik. Daneben gründete und leitete er verschiedene Jazz- und Improvisationsensembles, darunter das Networks Orchestra.
Ab 1977 unterrichtete er Komposition an der University of Victoria. Er leitete das Fine Arts Studios for Integrated Media mit dem Laboratory for Extended Media, dem Studio for Digital Innovation and Video und dem Studio for Design, Installation and Sound und führte mit Sonic Lab, dem Ensemble für Neue Musik der Universität, Werke von Anton Webern, Karlheinz Stockhausen, John Cage, Edgar Varèse, Frederic Rzewski, Milton Babbitt und anderen auf. Unterstützt von zwei Media Arts Creative Development Grants des Canada Council entwarf er TimbreSpace, eine Software zur Komposition, Instrumentation, Analyse und Aufführung von Musik.
1985 gewann Celona mit Possible Orchestras (at the 21st Harmonic) den Ersten Preis beim Concours international de musique électroacoustique de Bourges. 1999 gründete er ein eigenes Ensemble, John Celona's BlueCity, mit dem er die CD CityLights aufnahm. Als Dirigent nahm er u. a. John Burkes Remember Your Power und Arnold Schoenbergs Pierrot Lunaire auf. Seine eigenen Kompositionen erschienen u. a. bei Folkways (Music in Circular Motions), Radio Canada International (Cordes de Nuit), Miramar Records (To Drive in LA) und Music Gallery Editions (Instrument Flying). Als Filmemacher wurde er für seinen Film Nightfreight 2010 mit dem California Film Award und auf dem International Movie Trailer Festival für „Best Art Direction“ ausgezeichnet.